# Bramfield (Hertfordshire)
Bramfield is civil parish in het bestuurlijke gebied East Hertfordshire, in het Engelse graafschap Hertfordshire. In 2001 telde het dorp 255 inwoners.